# Pottiodicranum
Pottiodicranum, novootkriveni fosilni rod mahovnjača iz kasnog eocena. Njegova jedina vrsta Pottiodicranum papillosum, otkrivena je u Ukrajini.
Rod je smješten u red Dicranales, a porodična pripadnost još nije poznata.